# Petra Majdič
Petra Majdič (Ljubljana, 22 december 1979) is een Sloveense langlaufster die is gespecialiseerd op de sprint. Majdič vertegenwoordigde haar vaderland op de Olympische Winterspelen 2002 in Salt Lake City, Verenigde Staten, de Olympische Winterspelen 2006 in Turijn, Italië en de Olympische Winterspelen 2010 in Vancouver, Canada.

## Carrière
Majdič maakte haar wereldbekerdebuut op 9 januari 1999 in Nové Město, Tsjechië, twee maanden later nam de Sloveense deel aan de wereldkampioenschappen langlaufen 1999 in Ramsau, Oostenrijk waar zij als drieënvijftigste eindigde op de 15 kilometer achtervolging en als negenenvijftigste op de 5 kilometer klassiek. Op 26 februari 2000 in Falun, Zweden finishte Majdič voor de eerste maal in de punten tijdens een wereldbekerwedstrijd, in februari 2001 eindigde de Sloveense in Asiago voor de eerste maal op het podium. Op de wereldkampioenschappen langlaufen 2001 in Lahti, Finland eindigde Majdič als veertiende op de 15 kilometer klassiek en als zeventiende op de 10 kilometer klassiek, op de 10 kilometer achtervolging eindigde ze als tweeëndertigste. Tijdens de Olympische Winterspelen van 2002 in Salt Lake City eindigde de Sloveense als zevende op de 10 kilometer achtervolging en als achtste op de 10 kilometer klassieke stijl, op de 30 kilometer klassiek eindigde ze als twaalfde. Samen met Teja Gregorin, Andreja Mali en Natasa Lacen eindigde ze als negende op de 4x5 kilometer estafette.

### 2003-2006

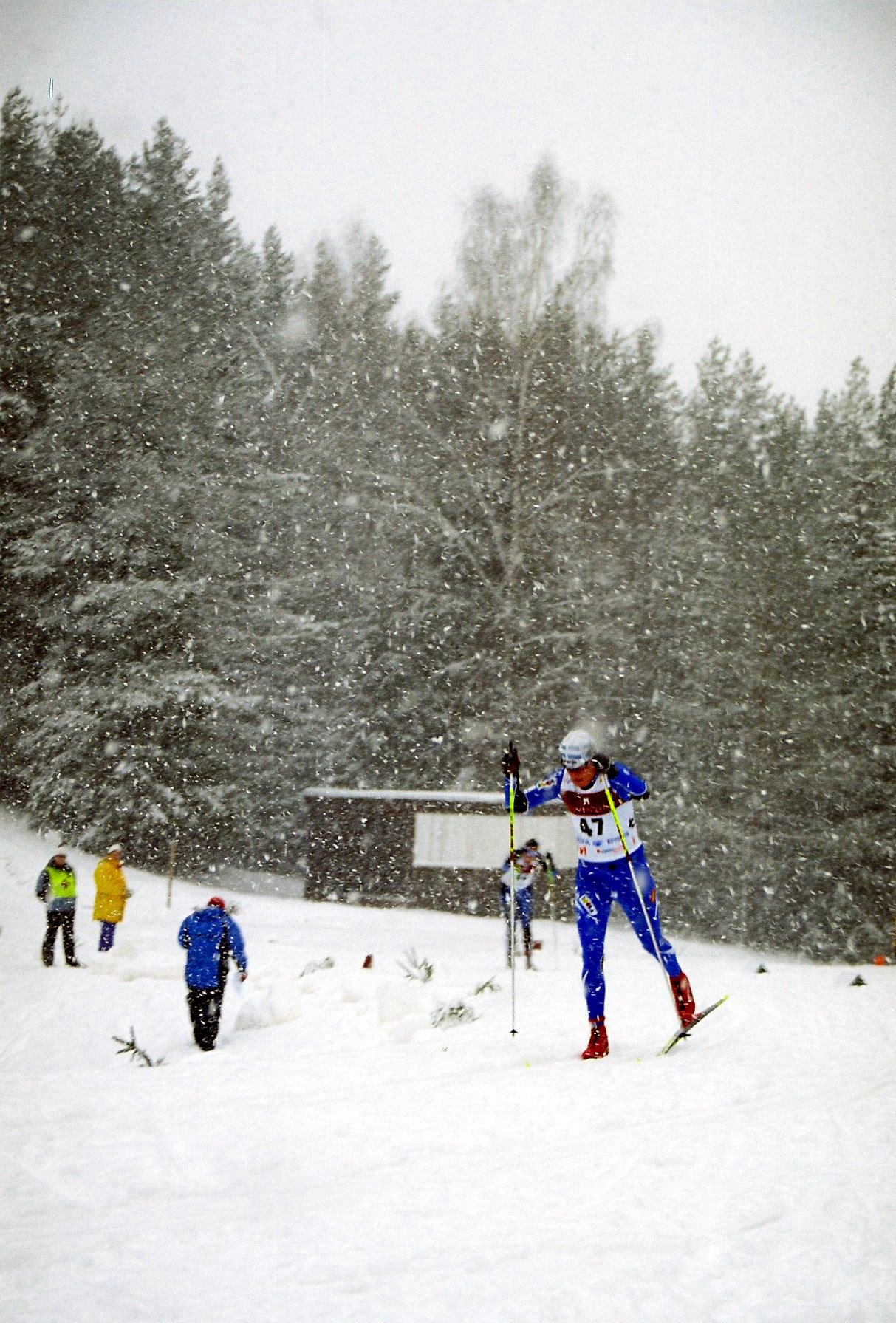
Majdič in actie tijdens een wereldbekerwedstrijd in Otepää (2007)

Op de wereldkampioenschappen langlaufen 2003 in Val di Fiemme, Italië eindigde Majdič als zevende op de 10 kilometer klassieke stijl en als achtste op de 15 kilometer klassiek, op de 10 kilometer achtervolging eindigde ze als tiende. In Oberstdorf, Duitsland nam de Sloveense deel aan de wereldkampioenschappen langlaufen 2005, op dit toernooi eindigde ze als vijftiende op de sprint en als drieëntwintigste op de 15 kilometer achtervolging. Tijdens de Olympische Winterspelen van 2006 in Turijn, Italië eindigde Majdič als zesde op de 10 kilometer klassiek en als achtste op de sprint, op de 15 kilometer achtervolging eindigde ze als elfde en op de 30 kilometer vrije stijl bereikte ze de veertiende plaats. Enkele weken na de Spelen boekte de Sloveens in het Noorse Drammen haar eerste wereldbekerzege, tevens eindigde ze voor de eerste maal bij de eerste tien in het eindklassement.

### 2006-heden
In het seizoen 2006/2007 schreef Majdič tweemaal een sprintwedstrijd op haar naam en wist ze de vierde plaats te bereiken in het algemene wereldbekerklassement. Tijdens de wereldkampioenschappen langlaufen 2007 in Sapporo, Japan veroverde ze de zilveren medaille op de sprint, op de 30 kilometer vrije stijl eindigde ze als vijfde en op de 15 kilometer achtervolging als zestiende. Samen met Vesna Fabjan eindigde ze op de negende plaats op het onderdeel teamsprint. In het daaropvolgende seizoen, 2007/2008, wist Majdič drie zeges aan haar palmares toe te voegen en wist zij de sprintwereldbeker voor zich op te eisen, in het algemeen klassement eindigde de Sloveense als vijfde. In het seizoen 2008/2009 boekte Majdič acht wereldbekerzeges, prolongeerd ze haar einzege in de sprintwereldbeker en eindigde ze als tweede in de algemene wereldbeker. In de Tour de Ski eindigde de Sloveense op de derde plaats achter de Finsen Virpi Kuitunen en Aino-Kaisa Saarinen. Op de wereldkampioenschappen langlaufen 2009 in Liberec, Tsjechië eindigde Majdič als negende op de 15 kilometer achtervolging, op de sprint eindigde ze als dertiende en op de 10 kilometer klassiek als vijftiende.

## Resultaten

### Olympische Spelen
| Jaar | Plaats         | Resultaten                                                                                         |
| ---- | -------------- | -------------------------------------------------------------------------------------------------- |
| 2002 | Salt Lake City | 7e 10 km achtervolging 8e 10 km (klassieke stijl) 12e 30 km (klassieke stijl) 9e 4x5 km estafette  |
| 2006 | Turijn         | 6e 10 km (klassieke stijl) 8e Sprint (vrije stijl) 11e 15 km achtervolging 14e 30 km (vrije stijl) |
| 2010 | Vancouver      | sprint (klassieke stijl)                                                                           |

### Wereldkampioenschappen
| Jaar | Plaats        | Resultaten |
| ---- | ------------- | --- |
| 1999 | Ramsau        | 53e 15 km achtervolging 59e 5 kilometer (klassieke stijl)                                                     |
| 2001 | Lahti         | 14e 15 km (klassieke stijl) 17e 10 km (klassieke stijl) 32e 10 km achtervolging                               |
| 2003 | Val di Fiemme | 7e 10 km (klassieke stijl) 8e 15 km (klassieke stijl) 10e 10 km achtervolging                                 |
| 2005 | Oberstdorf    | 15e Sprint (klassieke stijl) 23e 15 km achtervolging                                                          |
| 2007 | Sapporo       | Sprint (klassieke stijl) · 5e 30 km (klassieke stijl) · 16e 15 km achtervolging · 9e Teamsprint (vrije stijl) |
| 2009 | Liberec       | 9e 15 km achtervolging 13e Sprint (vrije stijl) 15e 10 km (klassieke stijl)                                   |
| 2011 | Oslo          | sprint |

### Wereldbeker

#### Eindklasseringen
| Seizoen   | Plaats | Punten |
| --------- | ------ | ------ |
| 1999/2000 | 69e    | 12     |
| 2000/2001 | 34e    | 107    |
| 2001/2002 | 14e    | 311    |
| 2002/2003 | 14e    | 275    |
| 2003/2004 | 23e    | 228    |
| 2004/2005 | 13e    | 304    |
| 2005/2006 | 9e     | 538    |
| 2006/2007 | 4e     | 844    |
| 2007/2008 | 5e     | 969    |
| 2008/2009 | Zilver | 1710   |

#### Wereldbekerzeges
| Nr. | Datum            | Plaats        | Onderdeel                    |
| --- | ---------------- | ------------- | ---------------------------- |
| 1.  | 9 maart 2006     | Drammen       | Sprint (klassieke stijl)     |
| 2.  | 25 november 2006 | Kuusamo       | Sprint (klassieke stijl)     |
| 3.  | 21 maart 2007    | Stockholm     | Sprint (klassieke stijl)     |
| 4.  | 1 december 2007  | Kuusamo       | Sprint (klassieke stijl)     |
| 5.  | 23 januari 2008  | Canmore       | Sprint (klassieke stijl)     |
| 6.  | 10 februari 2008 | Otepää        | Sprint (klassieke stijl)     |
| 7.  | 29 november 2008 | Kuusamo       | Sprint (klassieke stijl)     |
| 8.  | 14 december 2008 | Davos         | Sprint (vrije stijl)         |
| 9.  | 20 december 2008 | Düsseldorf    | Sprint (vrije stijl)         |
| 10. | 25 januari 2009  | Otepää        | Sprint (klassieke stijl)     |
| 11. | 13 februari 2009 | Valdidentro   | Sprint (vrije stijl)         |
| 12. | 7 maart 2009     | Lahti         | Sprint (vrije stijl)         |
| 13. | 12 maart 2009    | Trondheim     | Sprint (klassieke stijl)     |
| 14. | 14 maart 2009    | Trondheim     | 30 km (klassieke stijl)      |
| 15. | 13 december 2009 | Davos         | Sprint (vrije stijl)         |
| 16. | 1 januari 2010   | Oberhof       | 2,5 km (vrije stijl) TdS     |
| 17. | 3 januari 2010   | Oberhof       | Sprint (klassieke stijl) TdS |
| 18. | 7 januari 2010   | Val di Fiemme | 10 km (klassieke stijl)      |
| 19. | 2 januari 2011   | Oberhof       | Sprint (klassieke stijl)     |
| 20. | 23 januari 2011  | Otepää        | Sprint (klassieke stijl)     |
| 21. | 16 maart 2011    | Stockholm     | Sprint (klassieke stijl)     |

*TdS = Etappezege in de Tour de Ski